# Sean Kingston
Kisean Paul Anderson (Miami, Florida, 3 de febrero de 1990), más conocido como Sean Kingston, es un cantante de rap, reggae y pop jamaiquinoestadounidense.
En julio de 2024, Kingston y su madre fueron acusados de varios delitos federales de fraude electrónico. Fueron condenados en marzo de 2025. Su madre fue condenada a 5 años de prisión el 23 de julio de 2025. La sentencia de Kingston está prevista para el 15 de agosto.

## Carrera

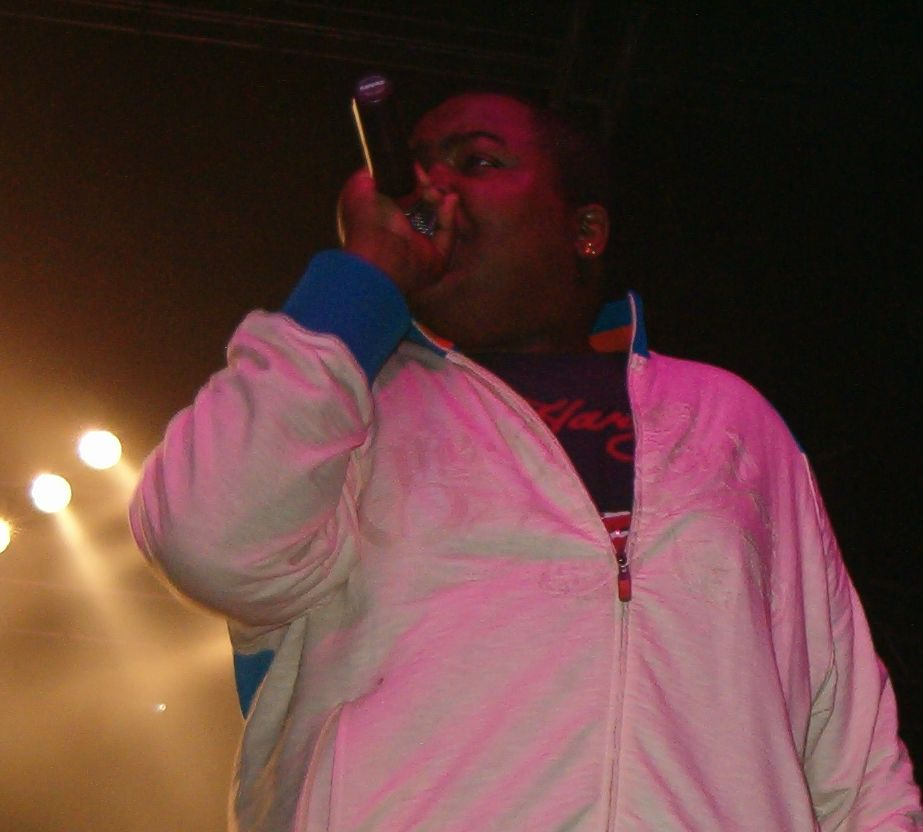
Sean Kingston

A los 17 años, en el verano de 2007, lanzó el sencillo «Beautiful Girls», el cual está basado en el tema «Stand by Me» de Ben E. King. Sean Kingston es conocido por combinar el dialecto estadounidense urban y el jamaiquino en sus letras. Fue descubierto a los 16 años en el estudio de grabación de su padre, mientras mezclaba un éxito de los años 1960 con R&B y reggae.
En 2010, lanzó junto a Justin Bieber la canción «Eenie Meenie», que está incluida en el álbum de Bieber y cuyo video musical se publicó en el mes abril de ese año. Ese mismo año, participó en la canción oficial de los Juegos Olímpicos Juveniles de Singapur 2010 (Singapur 2010 Youth Olympic Games), junto con otros cuatro artistas que representan a cada continente; la sudafricana Jody Williams en representación de África, el británico Steve Appleton en representación de Europa, desde Singapur Tabitha Nauser en representación de Asia, la australiana Jessica Mauboy en representación de Oceanía y Sean Kingston que representa a América. Sin embargo, Kingston no pudo asistir a la ceremonia de apertura de este evento debido a una confusión de su pasaporte por parte del aeropuerto.
También colaboró con el dúo boricua  Wisin & Yandel en la canción «Fever», que aparece en el álbum llamado Los vaqueros: El regreso.
En el año 2011 participó en la serie de televisión The Suite Life on Deck (en España conocida como Zack y Cody: Todos a bordo y en Hispanoamérica como Zack y Cody, gemelos a bordo). Actuó como el mismo e interpretó el tema «Dumb Love».
Sean ya confirmó que se encuentra trabajando en su nuevo álbum; donde también colaboran artistas como T.I., T-Pain, Nicki Minaj, Kanye West, Wyclef Jean, Akon y Dr. Dre. También confirmó que se incluirán los temas «Eenie Meenie» (junto a Justin Bieber), «Letting Go» (junto a Nicki Minaj), «Dumb Love» y «Party All Night (Sleep All Day)» y con  Wisin & Yandel su sencillo titulado «Fever».

## Discografía

### Álbumes
- Sean Kingston (2007)
- Tomorrow (2009)
- Back 2 Life (2013)
- Road to Deliverance (2021)

### Mixtapes
- My Time (2009)
- King of Kingz (2011)

### Sencillos
- "Beautiful Girls" (2007)[8]
- "Me Love" (2007)[9]
- "Take You There" (2007)
- "There's Nothin (Remix)" (con Élan de The D.E.Y. y Juelz Santana) (2008)[10]
- "Fire Burning" (2009)
- "Face Drop" (2009)
- "Feel It" (Three 6 Mafia con Sean Kingston y Flo Rida vs. Tiësto) (2009)
- "Eenie Meenie" (Sean Kingston y Justin Bieber) (2010)
- "Letting Go (Dutty Love)" (con Nicki Minaj) (2010)
- "Dumb Love" (2010)
- "Party All Night (Sleep All Day)" (2010)
- "Fever" (con Wisin & Yandel) (2011)
- "Back 2 Life (Live It Up)" (con T.I.) (2012)[11]
- "Rum and Raybans" (con Cher Lloyd) (2012)[12]
- "Beat It" (con Chris Brown and Wiz Khalifa) (2013)[13]
- "All I Got" (2016)
- "Thank Me" (2016)
- "Chance" (con Vybz Kartel) (2017)[14]
- "Trust Me" (2017)
- "Fall" (2017)
- "Holding Back" (2017)
- "Breather" (2017)
- "Love You Tonight" (con Rasmus Gozzi y Lazee) (2017)
- "Never Win" (con Cook La Flare) (2017)
- "Put The World In" (con DJ Aku Ash y Kilafairy) (2018)
- "Amore e Capoeira" (con Takagi & Ketra y Giusy Ferreri) (2018)
- "Peace of Mind" (con Tory Lanez y DaVido) (2019)

Como artista invitado:
- "Love Like This" (Natasha Bedingfield con Sean Kingston) (2007)
- "What Is It" (Baby Bash con Sean Kingston) (2008)
- "That's Gangsta" (Bun B con Sean Kingston) (2008)
- "RubbaBands" (DJ Twin con Sean Kingston y Yo Gotti) (2016)